# Żydowski Komitet Opiekuńczy Miejski w Warszawie
Żydowski Komitet Opiekuńczy Miejski w Warszawie, ŻKOM – agenda Żydowskiej Samopomocy Społecznej w Warszawie, odpowiedzialne za nadzór nad działalnością opiekuńczą wśród warszawskich Żydów podczas II wojny światowej.

## Historia
Żydowski Komitet Opiekuńczy Miejski w Warszawie był agendą Żydowskiej Samopomocy Społecznej, założonej w maju 1940 roku. 18 lipca 1940 roku kierownik Podwydziału Spraw Ludnościowych i Opieki Społecznej Urzędzie Szefa Dystryktu Warszawskiego, Karl Massing, nakazał przewodniczącemu Judenratu Adamowi Czerniakowowi oraz burmistrzowi Julianowi Kulskiemu wyznaczenie pięciu kandydatów na członków komitetu. Wyznaczeni przez nich członkowie zostali zatwierdzeni na stanowiskach 16 września 1940 roku, byli to: Stanisław Szereszewski, Abraham Gepner, Szymon Wyszewiański, Henryk Rottenberg oraz Abraham Sztolcman. Stanisław Szereszewski został wybrany przewodniczącym ŻKOM, objął również nadzór nad referatem organizacyjnym, personalnym i rachuby. Członkowie ŻKOM z powodu objęcia innych stanowisk w ramach Judenratu oraz Zakładu Zaopatrywania zaniedbywali swoje obowiązki w ŻKOM, w związku z czym w lipcu 1941 roku kolejnym członkiem komitetu wybrano Icchaka Gitermana, a w maju 1942 roku na stanowisku przewodniczącego Szereszewskiego zastąpił Gustaw Wielikowski. Według Jacka Leociaka ŻKOM został powołany 17 października 1940 roku.
Do głównych zadań ŻKOM należał rozdział darów pomocy zagranicznej i dotacji przekazywanych przez Prezydium Żydowskiej Samopomocy Społecznej z Krakowa oraz gospodarowanie subwencjami przydzielanymi żydowskiej opiece społecznej. Komitet nadzorował także całość żydowskiej działalności opiekuńczej w Warszawie, funkcję nadzorczą i koordynacyjną wszystkich organizacji pomocy społecznej w Warszawie ŻKOM przejął od Żydowskiej Samopomocy Społecznej – Komisji Koordynacyjnej, która została następnie przemianowana na Żydowskie Towarzystwo Opieki Społecznej i podporządkowana komitetowi. W związku ze swoją działalnością ŻKOM popadał w konflikty z innymi organizacjami opieki społecznej. W styczniu 1941 roku do komitetu inkorporowano Jewish Emmigrant Aid Society, powołując Wydział Pomocy Krewnym Zagranicznym. W tym samym miesiącu inkorporowano także organizację CEKABE, tworząc Wydział Pożyczek. W czerwcu tego samego roku ŻKOM przejął od Żydowskiego Towarzystwa Opieki Społecznej Wydział Statystyczny i Centralną Kartotekę organizacji, we wrześniu ŻTOS musiał oddać komitetowi swój Wydział Zaopatrywania. Jesienią 1941 roku ŻKOM zorganizował w getcie warszawskim Lekarskie Pogotowie Ratunkowe.
W listopadzie 1941 roku władze niemieckie podjęły decyzję o zmianie statutu ŻSS, znosząc autonomię stowarzyszeń podległych organizacji oraz nakazując wcielenie ich do komitetów ŻSS. W Warszawie proces ten zakończył się dopiero w marcu 1942 roku, kiedy zlikwidowano i wcielono do ŻKOM m.in. CENTOS, Towarzystwo Ochrony Zdrowia Ludności Żydowskiej w Polsce, Brijus, Towarzystwo Opieki nad Ubogimi, Nerwowo i Umysłowo Chorymi Żydami, ORT oraz Toporol. Działacze zliwkidowanych organizacji stali się pracownikami ŻKOM.
Podczas wielkiej akcji deportacyjnej pracownicy ŻKOM zostali początkowo wyłączeni z deportacji. 9 sierpnia sztab wysiedleńczy zdecydował jednak o redukcji personelu ŻKOM, w związku z czym z 2800 pracowników organizacji pracę zachowało 700. W kolejnym tygodniu zatrudnienie zredukowano do 180 osób. Większość pracowników ŻKOM zginęła podczas wielkiej akcji, organizacja kontynuowała jednak działalność do akcji styczniowej w 1943 roku.